# Chris Van den Durpel
Christiaan Francies Mariette (Chris) Van den Durpel (Lokeren, 7 oktober 1960) is een Belgisch imitator en acteur. Hij werd bekend door zijn persiflages op Paul Jambers (Paul Schampers) en Herman Le Compte en zelfbedachte typetjes als Kamiel Spiessens, Jimmy B., Snelle Eddy, Ronny King en Firmin Crets. Daarnaast geniet hij vooral faam als imitator van bekende Vlamingen en Nederlanders.

## Biografie

### Vroege carrière
Chris Van den Durpel was allereerst bijlesgever voor voordracht en dictie te Lokeren.
Van den Durpel debuteerde op tv als theateragent in het jeugdfeuilleton Merlina (1983).  Hij presenteerde De Peulschil (een jeugdprogramma, 1989-1991), Kwislijn (een telefoonspelletje) en Kapers op de Kust.
Zijn bekendste rol in een jeugdserie was Albinus van Hoplinus in Interflix (1994).

### Doorbraak
Van den Durpel werd echter pas echt bij het Vlaamse publiek bekend door zijn imitaties in het quizprogramma De Drie Wijzen op TV1. Hij begon daar als straatinterviewer, en voegde gaandeweg meer en meer animatie toe aan zijn presentatie. De eerste imitatie was dokter Herman Le Compte, later kwamen daar Schampers (parodie op Jambers) en Kamiel Spiessens (de zogezegde tuinman van dokter Le Compte) bij. In het praatprogramma Margriet in 1994 voegde hij daar nog Jimmy B. aan toe waarmee hij in '96 zelfs de Radio 2-zomerhittrofee in de wacht sleepte. Hij kreeg zijn eigen programma Typisch Chris en won een Gouden Oog in de categorie 'Show en Muziek'. Onder de bekende Vlamingen die hij rond die tijd begon te imiteren behoren Sabien Tiels, Bart Peeters en Dirk Frimout.
Van den Durpel belandde ook in de hitlijsten met nummers als 't Isj niet moeilijk, 't isj gemakkelijk en Oesje door Kamiel Spiessens en Ik ben een vent en Zo macho door Jimmy B, geproduceerd door Fonny De Wulf en uitgebracht via Paradisio-Hot Town Music. Later volgde er de cd Typisch Chris, die al zijn hits rond zijn typetjes samenbracht. Deze cd behaalde goud (meer dan 25.000 exemplaren).

### Overstap naar VT4
Vanaf 1 januari 1998 was Van den Durpel als programmamaker exclusief verbonden aan VT4. Hij stak er in de lente van dat jaar van wal met Kamiel Vertelt, een serie kindersprookjes gebracht door Kamiel Spiessens. Bijna gelijktijdig liep de Jimmy B.-show, waarin Jimmy B. wekelijks drie bekende Vlamingen ontving. Tussendoor waren reportages met Paul Schampers te zien, waarin typetjes als Ronny King, Sylvain Van Genechten en Snelle Eddy hun televisiedebuut maakten.
In het najaar van 1998 presenteerde Van den Durpel het rond grappige reclamespotjes opgebouwde programma De Publiciteitsjaren. Ook de eerste reeks van het humorprogramma Chris & Co begon te lopen. Hierin ligt de klemtoon op de inmiddels ontwikkelde nieuwe typetjes. Verder waren er tal van persiflages op bestaande televisieprogramma's (Blokken, The Jerry Springer Show, Kabouter Plop, Herexamen, Tien voor Taal, Wie van de Drie) te zien, en doken een aantal volledig nieuwe imitaties voor het eerst op (o.a. Marlène de Wouters, Ingeborg, Ben Crabbé, en Gerty Christoffels). Chris en Co bleef op het scherm tot in het voorjaar van 1999. In die periode bereikte ook Sylvain Van Genechten de hitlijsten met het nummer Is 't eten nog nie gereed?, net zoals de vorige singles van Van den Durpel goed voor goud.
In het voorjaar van 2000 volgde een nieuwe reeks van De Publiciteitsjaren, waarvoor het typetje "Bert Beterams" ontwikkeld werd. Ook een eerste reeks van het avontuurlijke spelprogramma Fort Boyard, waarvan Van den Durpel samen met Dagmar Liekens de presentatie verzorgde, zag toen het licht.
De rest van het jaar spendeerde Van den Durpel aan de voorbereiding van de nieuwe Chris & Co-reeks, waarvan de eerste aflevering eind september op het scherm kwam. Nieuwe imitaties waren er van prins Laurent, Jan Hoet, Sergio en Herman Brusselmans, en nog meer dan in het vorige seizoen kwam het zwaartepunt op persiflages van bestaande programma's te liggen (o.a. De Mol, Baywatch, Marlène Exclusief en Man bijt hond werden door de Chris & Co-molen gehaald). Een nieuwe serie van Fort Boyard ging van start in het voorjaar van 2001.
In de herfst van 2001 volgde dan de inmiddels derde reeks van Chris & Co. Nieuwe imitaties waren onder meer strafpleiter Piet Van Eeckhaut en filmcriticus Nic Balthazar. Voor het eerst persifleerde hij ook films (onder meer Pulp Fiction, The Silence of the Lambs, The Untouchables en When Harry Met Sally...). Daarnaast parodieerde hij ook De Babbelbox uit Man bijt hond, De Lift uit Hart van Vlaanderen en enkele in het oog springende reclamespots.
Tijdens het najaar van 2001 vertolkte hij in de musical Kuifje: De Zonnetempel de helft van het duo Jansen en Janssen, en op de VRT liep vanaf september zestien weken lang een De Leukste Eeuw-Chris Van den Durpel-hommage, gepresenteerd door Bart Peeters. De reeks was samengesteld uit zowel VRT- als VT4-materiaal, en tussen de filmpjes door interviewde Peeters onder meer Sylvain Van Genechten, Kamiel Spiessens en Ronny King.
In het voorjaar van 2002 volgde het spelprogramma 't Is Maar een Spel waarin Van den Durpel als Ronny King wekelijks drie collega-BV's verwelkomde. Ze werden in drie spelrondes getest op hun algemene kennis, reactiesnelheid en inschattingsvermogen. De winnaar ontving de "'t Is Maar Een Spel-trofee". Dat najaar was de nieuwe Chris & Co-reeks op het scherm te zien, waarin hij enkele acteurs uit de soap Thuis en Arno imiteerde.
In september 2003 startte er nog een nieuwe Chris & Co-reeks, waarin onder meer nieuwkomer Bo Coolsaet zijn opwachting maakte. Ook Nic Balthazar, La Esterella en MC Joël keerden terug. Opmerkelijke programmapersiflages waren Schampers 10 jaar later (parodie op Paul Jambers gelijknamige programma), De Roze Loper met Jimmy B (een parodie op het showbizzprogramma De Rode Loper) en Idool.
In 2004 had Van den Durpel een liveprogramma op VT4 waarin hij bekende gasten confronteerde met een typetje. In de eerste aflevering van Chris & Co live ontmoette bijvoorbeeld Jan Hoet zijn typetje. Stand-upcomedian Danny Van Britsom en anderen als Erik Gordts en Stef Durnez werkten regelmatig mee aan scenario's. Datzelfde jaar liep het contract met VT4 af en Van den Durpel besloot zich even op andere projecten te storten buiten de televisie.
In 2007 kwam Firmin in de zalen, de eerste langspeelfilm met het typetje Firmin Crets. De regie was in handen van Dominique Deruddere en onder meer Jan Decleir en Josse De Pauw speelden mee.
In 2009 liep het contract tussen Van den Durpel en VT4 af. Het werd niet verdergezet.

### Verschuiving in werkzaamheden
Firmin was meteen het laatste film- en/of televisieproject waarin één of meerdere typetjes van Van den Durpel de hoofdrol speelden. In 2010 en 2011 zond Eén weliswaar De Chriscollectie uit, maar dit programma bevatte enkel al eerder vertoonde sketches. Van den Durpel kapte echter niet definitief met zijn typetjes. Zo maakte hij af en toe een gastoptreden in een tv-programma. In 2010 dook hij bijvoorbeeld op als Snelle Eddy in het VT4-programma Bananasplit en als Firmin Crets in Goeie Vrijdag en Comedy for Life op Eén.  Ook zijn alter ego Kamiel Spiessens haalde hij in 2011 nog  eens uit de kast, meer bepaald voor een reclamespot voor de abonnementenverkoop van Sporting Lokeren, Van den Durpels favoriete voetbalclub. In 2012 was Spiessens wederom te zien in een reclamespot voor de Oost-Vlaamse ploeg, ditmaal om de Lokerse supporters aan te moedigen om naar de bekerfinale in het Koning Boudewijnstadion te gaan kijken. Bovendien voerde Van den Durpel zijn typetjes op in de theatervoorstelling Grapjassen, waarmee hij in 2010 en 2011 samen met poppenspeler Jean-Pierre Maeren en pianist Jürgen De Smet langs de Vlaamse culturele centra trok.
Daarnaast speelde hij ook gastrollen op televisie die niet aan zijn typetjes gerelateerd waren. Voor de laatste twee afleveringen van het tweede seizoen van Vermist, dat in 2010 werd uitgezonden, nam hij de rol van de pedofiel Kerberos op zich. Dit was voor Van den Durpel zijn eerste 'serieuze' rol sinds lang. Ook in de aflevering Fataal bedrog van de politieserie Aspe, uitgezonden in 2011, was hij te zien. Een gastrol in de andere VTM-politieserie Zone Stad volgde in 2013. In 2012 vertolkte hij dan weer de rol van de engel Tuur in de K3-film K3 Bengeltjes en in 2013 speelde hij mee in Marina, geregisseerd door Stijn Coninx. Verder deed Van den Durpel ook stemmenwerk. Voor de animatiefilm De Texas Rakkers uit 2009 sprak hij de stem in van Theofiel en sinds 2011 ontleent hij zijn stem aan de superauto Rox in de gelijknamige kinderserie.
Naast zijn televisiewerk was Van den Durpel ook te zien in verschillende theatervoorstellingen en musicals. Eind 2008 en begin 2009 vertolkte hij namelijk pastoor Ponnet in Daens. Ook in 2013 acteerde hij in een musical, ditmaal in Shrek. Daarin nam hij de titelrol voor zijn rekening. Voorts stond hij tijdens het theaterseizoen 2011-2012 met het Vernieuwd Gents Volkstoneel op de planken met de voorstelling De Mannen.

### Overstap naar VTM
In de zomer van 2013 ging Van den Durpel aan de slag bij televisiezender VTM. Vanaf 26 augustus 2013 verleende hij samen met Guga Baúl zijn stem aan Funnymals, een programma in de stijl van Animal Crackers, waarin het duo komische conversaties insprak op beelden van dieren. Er werden 60 afleveringen van ongeveer 10 minuten opgenomen. De laatste uitzending had plaats op 16 november van dat jaar.
Na het stopzetten van Funnymals werd het enige maanden stil rond Van den Durpel, totdat bleek dat hij in de zomer 2014 een opgesmukte versie van het spelprogramma Familieraad zou gaan presenteren. Dit programma betekent meteen ook de terugkeer van typetjes zoals Kamiel Spiessens, Snelle Eddy, Sylvain Van Genechten en Berten Maillot, die tussen de spelrondes door opduiken. Van deze editie zijn 40 afleveringen gemaakt die werden uitgezonden tussen 30 juni 2014 en 22 augustus 2014.
In het voorjaar van 2015 presenteerde Van den Durpel op VTM het programma Met De Deur in Huis, waarin hij telkens als een van zijn typetjes in het huis van een bekende Vlaming gaat rondkijken en een panel in de studio vervolgens moet raden wie er woont. In het najaar van 2016 zal hij voor VTM een nieuw sketchprogramma rond zijn typetjes maken. Begin 2017 werd een nieuw sketchprogramma rond zijn typetjes, Allemaal Chris, uitgezonden op VTM. De reeks bevatte naast de oude typetjes ook enkele nieuwe waaronder para Kurt Maes, podiumbouwer Danny, trucker Igor Stavrovitsj en Annemie van het realityprogramma Pink Ambition.
Eind 2021 kondigde Van den Durpel aan dat hij stopt met typetjes spelen op televisie. Wel voerde hij ze nog op in een theatershow "Spiessens spijbelt" vanaf 2023.

### Privé
Van den Durpel is vader van twee zonen.

## Muziek
In Chris & Co en Typisch Chris bracht Van den Durpel ook vaak liedjes. Vaak maakte hij gebruik van een bekende melodie en zette hier dan een humoristische tekst op. Een greep uit het aanbod:
- Filip Mars & Ronny King : Spreek (melodie Leef van Walter Grootaers)
- MC Joël: Sla bomma's in mekaar (melodie Pastime Paradise van Stevie Wonder, hoewel het bekendere Gangsta's Paradise van Coolio waarschijnlijk gepersifleerd werd)
- MC Joël: Een lovegame met Kim (melodie I'll Be Missing You van Puff Daddy en Faith Evans)
- MC Joël: Limburgse Vlaai (melodie Because I Got High van Afroman)
- MC Joël: Rijbewijs (melodie Lose Yourself van Eminem)
- MC Joël: We kapen een gratis bus (melodie  Another One Bites The Dust van Queen)
- MC Joël: MC Joël In da House
- MC Joël: Gratis Buskruit
- Filip & Irma Mars: Bomarsian Rhapsody (melodie Bohemian Rhapsody van Queen)
- Filip & Irma Mars: Den Afwas (melodie Paradise by the Dashboard Light van Meat Loaf)
- Sabien Tiels: Vader van mijn vader (melodie Moeder van mijn moeder van Sabien Tiels)
- Firmin Crets: Doefen en Toeken
- Kevin, Stay steady: Scooter
- Gerard Mommaerts: Pensioensong
- Snelle Eddy: melodie van Summer nights (John Travolta & Olivia Newton-John)
- JP Van Rossem: Min Moaten (melodie Min Moaten van Flip Kowlier)
- Ronny King: Alleen
- Sylvain Vangenechten: Is 't eten nog niet gereed?
- Arno: Au Supermarché (melodie Je Veux Nager van Arno)
- Peter Evrard: Peter on the rocks
- Jimmy B: Ik ben een vent
- Jimmy B: Zo Macho
- Kamiel Spiessens: Kamiel Goes Classic (Cara Lucia) - tekst Eddy Du Bois
- Kamiel Spiessens: Oesje!
- Kamiel Spiessens: Het isj nie moeilijk, het isj gemakkelijk!
- Commissaris Huyghebaert: De arm der wet

### Hitnoteringen
| Single met hitnotering(en) in de Vlaamse Ultratop 50 | Datum van verschijnen | Datum van binnenkomst | Hoogste positie | Aantal weken | Opmerkingen                |
| ---------------------------------------------------- | --------------------- | --------------------- | --------------- | ------------ | -------------------------- |
| Het isj ni moeilijk, het isj gemakkelijk!            | 1995                  | 25-02-1995            | 1               | 19           | Als Kamiel Spiessens       |
| Hou zoudt ge zelf zijn                               | 1995                  | 10-06-1995            | 8               | 11           | Als Kamiel Spiessens       |
| Ik ben een vent!                                     | 1995                  | 28-10-1995            | 1               | 20           | Als Jimmy B.               |
| Alpenwei                                             | 1996                  | 03-02-1996            | 8               | 10           | Als Kamiel Spiessens       |
| Zo macho!                                            | 1996                  | 13-07-1996            | 4               | 14           | Als Jimmy B.               |
| Kamiel goes classic                                  | 1996                  | 21-09-1996            | 3               | 19           | Als Kamiel Spiessens       |
| My name is Bob                                       | 1996                  | 28-12-1996            | 19              | 8            | Als commissaris Huygebaert |
| Oesje!                                               | 1997                  | 27-09-1997            | 11              | 16           | Als Kamiel Spiessens       |
| Is't eten nog ni gereed?                             | 1999                  | 13-02-1999            | 10              | 12           | Als Sylvain Van Genechten  |

| Album met hitnotering(en) in de Vlaamse Ultratop 200 albums | Datum van verschijnen | Datum van binnenkomst | Hoogste positie | Aantal weken | Opmerkingen |
| ----------------------------------------------------------- | --------------------- | --------------------- | --------------- | ------------ | ----------- |
| Typisch Chris                                               | 1995                  | 09-12-1995            | 8               | 15           |             |
| Typisch Chris 2                                             | 1996                  | 26-10-1996            | 17              | 18           |             |

## Typetjes

### Zelfbedachte typetjes
- Roger Castelein alias Taxi Roger (taxichauffeur)
- Sylvain Van Genechten (oorlogsinvalide)
- Eddy Truyens alias Snelle Eddy (mecanicien annex beroepswerkloze, vaak aan de slag in het zwart)
- Ronny De Keukeleire alias Ronny King (charmezanger)
- Berten Maillot (redder)
- Joel Steegmans alias MC Joel (leercontractor en rapper)
- Suzanne (kuisvrouw bij VTM), typetje verzonnen voor 25 jaar VTM
- Kamiel Spiessens (gepensioneerde - tuinier)
- Jean Van Belleghem, alias Jimmy B. (een verwijfde homoseksuele kapper)
- Anita Willaert (huisvrouw, getrouwd met Luc, gastrol van Knarf Van Pellecom)
- Filip Mars (werkloos)
- Firmin Crets (bokser)
- commissaris Constant Huyghebaert (politiecommissaris)
- Irène-Marie Mars alias Irma Mars (huisvrouw)
- Kevin Debleeckere (zanger van Stay Steady, persiflage op Get Ready!)
- Gérard Mommaerts (leraar)
- Kortessem-Beringen-Connection (MC Joel (zie hierboven), Dr. Jos & gewoon Pascal)
- Cyriel Vervaecke (flandrien, wielrenner)
- Kurt Maes (paracommando)
- Igor Stavrovitsj (vrachtwagenchauffeur)
- Annemie Delaruelle van Pink Ambition (televisiepersoonlijkheid)
- Van Cauwenberghe (chirurg, vooral voor botoxpatiënten)
- Danny (podiumbouwer)
- Frederik Vertongen (woordvoerder)

### Imitaties
- Arno
- Anita Witzier
- Anja Daems
- Nic Balthazar
- Clown Bassie
- Herman Brusselmans
- David Copperfield
- De Bachelor
- Gerty Christoffels
- Bo Coolsaet
- Ben Crabbé
- Nina De Man
- Juriaan de Cock (uit Baantjer)
- Eddy De Mey
- De heren maken de man
- Rick de Leeuw
- Karel Dillen
- Peter Evrard
- Ingeborg
- La Esterella
- Herbert Flack
- Dirk Frimout
- Get Ready (als de boysband "Stay Steady")
- Jan Hoet
- Jeff Hoeyberghs
- Piet Huysentruyt
- Paul Jambers (als het personage "Paul Schampers")
- Prins Laurent
- Dokter Herman Le Compte
- Johan Museeuw
- Panamarenko
- Marcel Vanthilt
- Bart Peeters
- Raymond Van Mechelen en John Dockx uit Matroesjka's
- Samson en Gert
- Willy Sommers
- Jerry Springer  (als "Jeremy Springer")
- Sabien Tiels
- Toast Kannibaal
- Jean-Pierre Van Rossem
- Johan Verminnen
- Dana Winner
- Marlène de Wouters
- Commissaris Witse
- Frank Bomans, Simonne Backx, Marianne Bastiaens, Jean-Pierre De Ruyter en Florke uit Thuis
- De vier hoofdpersonages uit Het eiland: Alain Vandam, Michel Drets, Guido Pallemans en Frankie Loosveld

## Filmografie

### Films
| Jaar | Film                           | Notities             |
| ---- | ------------------------------ | -------------------- |
| 1997 | Oesje!                         | Kamiel Spiessens     |
| 2002 | Ice Age                        | Sid (stem)           |
| 2005 | Robots                         | Fender (stem)        |
| 2006 | Ice Age: The Meltdown          | Sid (stem)           |
| 2007 | Firmin                         | Firmin Crets         |
| 2007 | The Simpsons Movie             | Homer Simpson (stem) |
| 2009 | Ice Age: Dawn of the Dinosaurs | Sid (stem)           |
| 2012 | K3 Bengeltjes                  | Tuur                 |
| 2013 | Marina                         | Tony Bruno           |
| 2015 | Mega Mindy versus Rox          | Rox (stem)           |

### Televisieseries
| Jaar      | Serie          | Notities       |
| --------- | -------------- | -------------- |
| 1996-1997 | Typisch Chris  | Typetjes       |
| 1998-2004 | Chris & Co     | Typetjes       |
| 2011-2015 | Rox            | Als Rox (stem) |
| 2017      | Allemaal Chris | Typetjes       |

### Theatervoorstelling
| Jaar | Theatervoorstelling | Notities         |
| ---- | ------------------- | ---------------- |
| 2022 | Spiessens spijbelt  | Kamiel Spiessens |

### Musicals
| Jaar      | Musical                | Notities       |
| --------- | ---------------------- | -------------- |
| 2001-2002 | Kuifje: De Zonnetempel | Jansen         |
| 2008-2009 | Daens                  | Pastoor Ponnet |
| 2013      | Shrek                  | Shrek          |

## Trivia
- Hij vertolkte in de eerste reeks van Buiten De Zone de rol van Schampers. In de tweede reeks deed hij Bart Kaëll na als presentator van de Soundmix Show.
- Hij was ooit te gast in Schalkse Ruiters, waar hij als Schampers Bart De Pauw in de rol van de man van Melle interviewde. Later in de uitzending imiteerde hij ook zelf de man van Melle. Hij deed dit opnieuw in Chris & Co Live, toen Bart De Pauw er te gast was.
- Van den Durpel sprak de stem in van Homer Simpson in de Vlaamse nasynchronisatie van de film The Simpsons Movie.
- Hij is supporter en peter van voetbalclub Sporting Lokeren.